# Дальний 1-й
Дальний 1-й —хутор в Новоузенском районе Саратовской области в составе сельского поселения Алгайское муниципальное образование.  

## География
Находится на расстоянии примерно 30 километра по прямой на восток-юго-восток от районного центра города Новоузенск.

## История
Официальная дата основания 1931 год.

## Население
Постоянное население составило 0 человек в 2002 году, 7 в 2010.